# Mainschleife (Urphar)

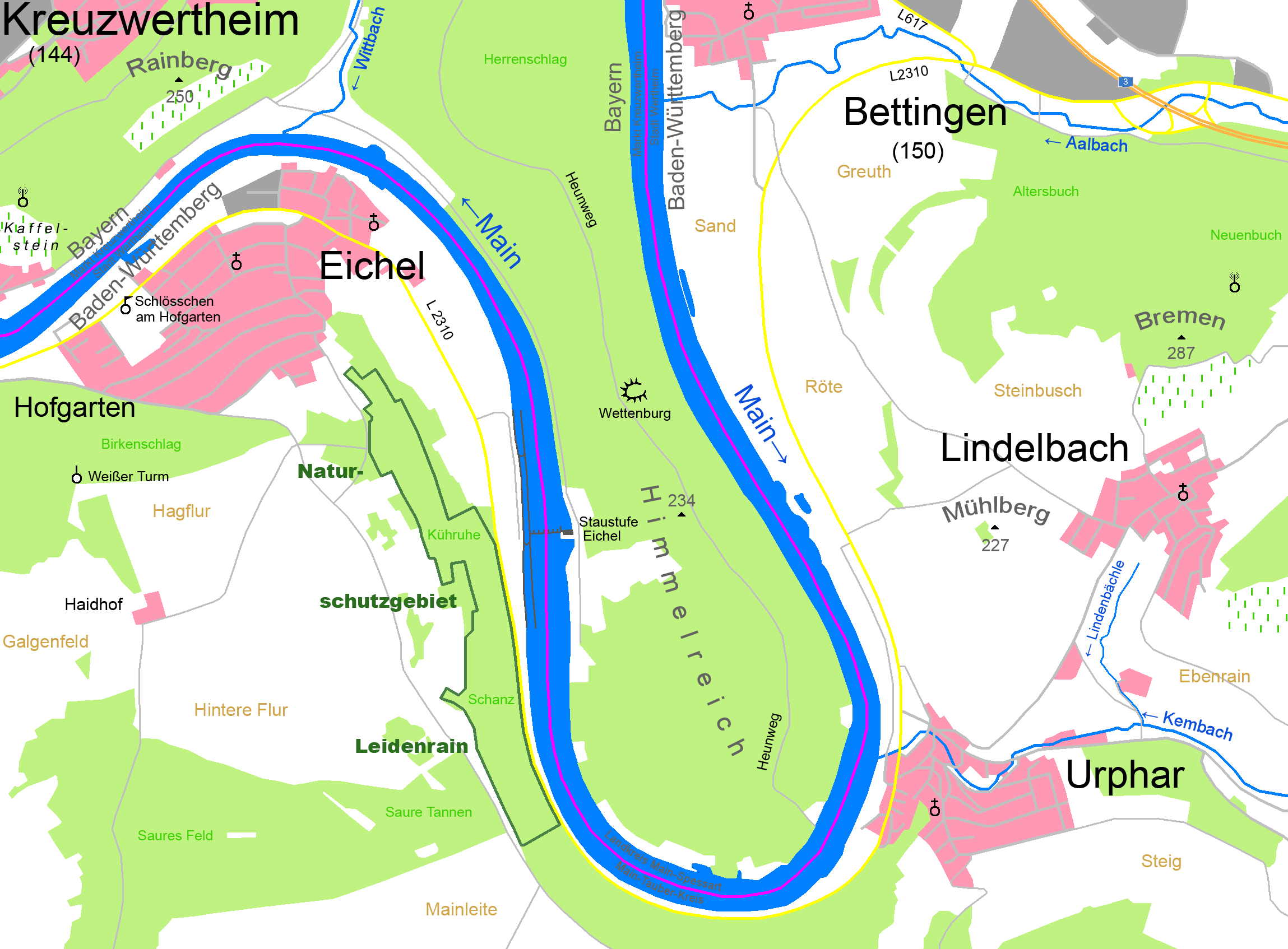
Karte der Mainschleife

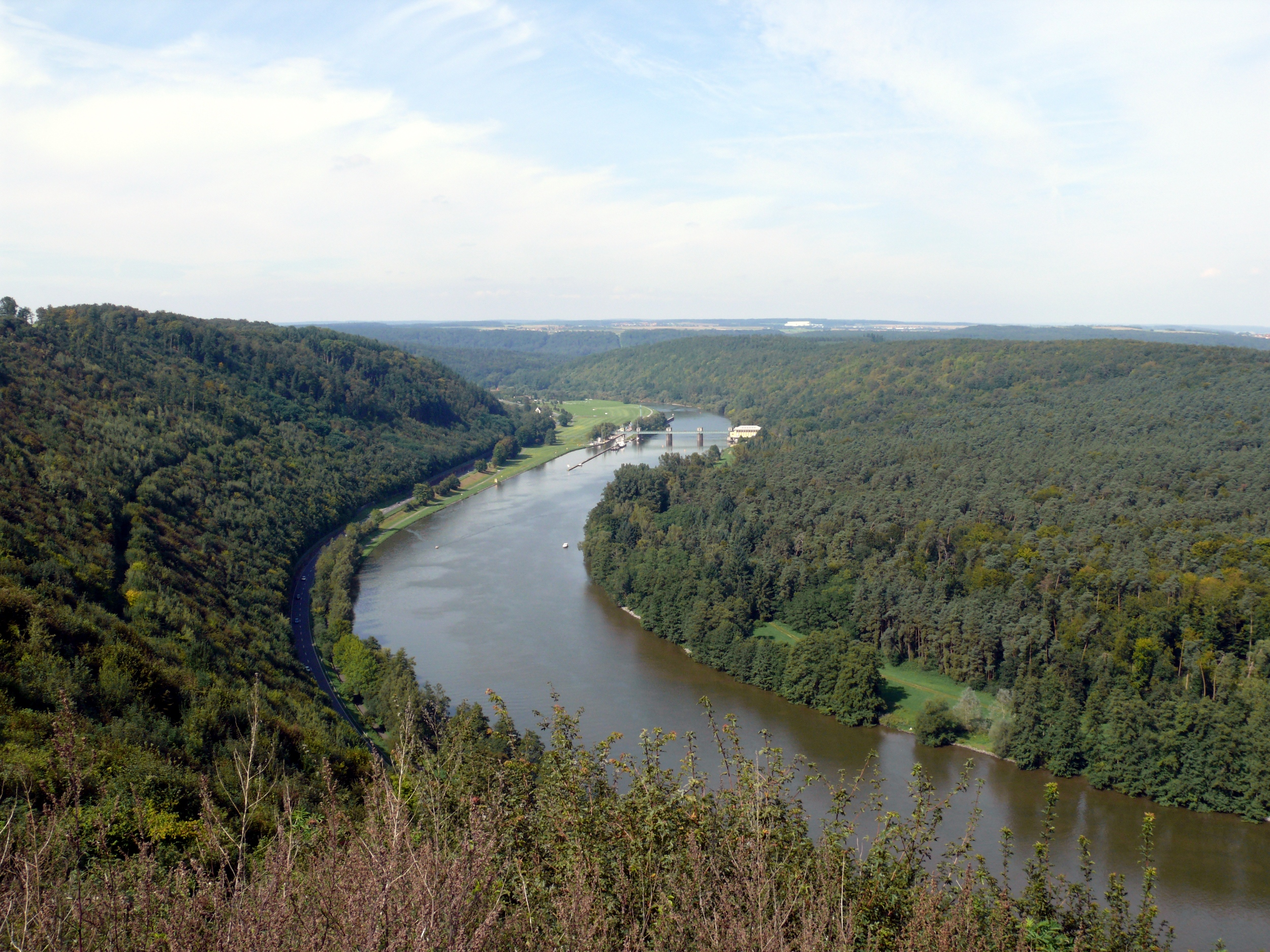
Blick vom Scheitelpunkt der Mainschleife Richtung Staustufe Eichel. Links das Naturschutzgebiet Leidenrain, rechts das Himmelreich.

Die Mainschleife bei Urphar ist eine Flussschlinge des Mains am südöstlichen Rand des Mainvierecks in Baden-Württemberg und Bayern.

## Geographie
Der von Marktheidenfeld herabfließende Main verläuft östlich von Wertheim bei Urphar auf fast sieben Kilometern um das bewaldete Himmelreich, ein 234 m ü. NHN hoher Berg, der die Südostspitze des Spessarts bildet. Der Berg wurde 1990 durch den Orkan Wiebke teilweise entwaldet. An ihrer engsten Stelle beträgt die Breite der Flussschlinge gut 400 m. Die Mainschleife zieht sich etwa von der Mündung des Aalbaches bei Bettingen bis zur Wittbachmündung östlich von Kreuzwertheim. Im Norden wurde die Bahnstrecke Lohr–Wertheim durch den Bettingbergtunnel geführt. Der Main wird bei Eichel an der Staustufe Eichel aufgestaut. Der Fluss bildet die Grenze zwischen der Stadt Wertheim in Baden-Württemberg (Main-Tauber-Kreis) und dem Markt Kreuzwertheim in Bayern (Landkreis Main-Spessart). Geologisch gesehen trennt er den Buntsandsteinspessart und die Muschelkalkgebiete der Fränkischen Platte. Zwischen Urphar und Eichel liegt am Steilhang des linken Mainufers das etwa 30 ha große Naturschutzgebiet Leidenrain. Im Tal der Urpharer Mainschleife verlaufen die Landesstraße 2310 und der Maintalradweg. Das Himmelreich gab der Pfarreiengemeinschaft Haseltal – Himmelreich ihren Namen.

## Heunweg
Durch das Himmelreich verläuft der Heunweg. Dieser Wanderweg verläuft von Urphar kommend durch die ehemalige Furt auf die andere Seite des Mains. Anschließend führt er durch das Himmelreich, dort befand sich einst die Wettenburg. Danach geht er über den Bettingberg und Eichberg, über die MSP36, vorbei am denkmalgeschützten Bildstock am Erbschlag aus dem Jahr 1680, nach Unterwittbach.